# Franciszek Pytel (pilot)
Franciszek Pytel (ur. 18 sierpnia 1895 w Starej Bystricy, zm. ?) – major pilot Wojska Polskiego, kawaler Orderu Virtuti Militari.

## Życiorys
Syn Józefa i Marii z d. Wieczorek; ukończył szkołę realną w Żywcu. Po wybuchu I wojny światowej wstąpił do Legionów Polskich, gdzie służył w 3. i 2. pułku piechoty Legionów. 12 maja 1918 roku dostał się do niewoli niemieckiej, z której został uwolniony 20 stycznia 1919.
Zgłosił się do służby w odrodzonym Wojsku Polskim. 7 lipca 1919, jako podoficer byłych Legionów Polskich został mianowany z dniem 1 czerwca 1919 podporucznikiem w piechocie i przydzielony do I lotniczego baonu uzupełnień. 6 sierpnia 1919 roku został skierowany na szkolenie w zakresie pilotażu do Francuskiej Szkoły Pilotów w Warszawie, po jego ukończeniu został 28 kwietnia 1920 r. rozpoczął naukę w Wyższej Szkole Lotniczej w Ławicy. 8 lipca 1920 roku został przydzielony do 8. eskadry wywiadowczej i w jej składzie walczył podczas wojny polsko-bolszewickiej. Podczas działań wojennych wyróżnił się podczas ataków z niskiej wysokości na oddziały Armii Czerwonej. 12 września 1920 roku, podczas lotu w trudnych warunkach atmosferycznych, wykrył i zaatakował oddziały nieprzyjaciela w rejonie Lubomla. Następnie przekazał polskim oddziałom informacje o położeniu i ruchach wroga.
16 września wykrył oddziały 1. Armii Konnej Siemiona Budionnego w rejonie Uściługu i z niskiej wysokości przeprowadził szereg ataków na oddziały wroga. Następnie brał udział w ofensywie pod Warszawą, szczególnie wyróżnił się podczas ataków na cofające się oddziały sowieckie z rejonu Wyszkowa i Pułtuska. W czasie wojny polsko-bolszewickiej wykonał 14 lotów, w tym 11 lotów zwiadowczych i 3 na bombardowanie.
19 stycznia 1921 został zatwierdzony z dniem 1 kwietnia 1920 w stopniu porucznika, w Wojskach Lotniczych, w grupie oficerów byłych Legionów Polskich. 22 lutego 1922 roku został zdemobilizowany, ale już 13 grudnia tego samego roku powrócił do czynnej służby. Otrzymał przydział do 1. pułku lotniczego na stanowisko dowódcy kompanii pułkowej. 29 września 1924 roku został przeniesiony do 12. eskadry lotniczej. 26 sierpnia 1925 został przeniesiony do 6 pułku lotniczego we Lwowie, w którym 28 listopada objął dowództwo nad 65. eskadrą lotniczą. 25 lutego 1927 objął stanowisko oficera ewidencyjnego w 6 pułku lotniczym. 19 marca 1928 został mianowany na stopień kapitana ze starszeństwem z 1 stycznia 1928 roku i 12. lokatą w korpusie oficerów lotnictwa. Z dniem 15 stycznia 1929 został przydzielony na czteromiesięczny kurs instruktorów strzelania i bombardowania lotniczego w Lotniczej Szkole Strzelania i Bombardowania w Grudziądzu. Od 19 kwietnia 1929 został mianowany komendantem parku lotniczego 6 pl. 8 października 1929 został skierowany na roczny kurs w Centralnej Wojskowej Szkoły Gimnastyki i Sportów w Poznaniu. Po jego ukończeniu, 29 kwietnia 1930 został przeniesiony do służby w 5 pułku lotniczym w Lidzie. Na stopień majora został mianowany ze starszeństwem z 1 stycznia 1936 i 10. lokatą w korpusie aeronautyki. W marcu 1939, w tym samym stopniu i starszeństwie, zajmował 3. lokatę w korpusie oficerów lotnictwa, grupa techniczna. Pełnił wówczas służbę w 6 pułku lotniczym na stanowisku dowódcy oddziału portowego Bazy Lotniczej.
Dalsze jego losy nie są znane.

## Ordery i odznaczenia[7][15]
- Krzyż Srebrny Orderu Wojskowego Virtuti Militari nr 282[3] – 8 kwietnia 1921[16][17]
- Krzyż Niepodległości (17 września 1932)[18][19]
- Krzyż Walecznych[2]
- Srebrny Krzyż Zasługi (18 marca 1932)[20]
- Medal Pamiątkowy za Wojnę 1918–1921
- Medal Dziesięciolecia Odzyskanej Niepodległości
- Polowa Odznaka Pilota nr 52 (11 listopada 1928)[21]
- Państwowa Odznaka Sportowa
- Medal Zwycięstwa („Médaille Interalliée”)[22]
- francuska Odznaka Pilota (1929)[23]